# Роксана Медоуз
Роксана Медоуз (англ. Roxanne Meadows нар. 12 квітня 1948) — американська ілюстраторка і проектувальниця технічних і архітектурних об'єктів, продюсерка і режисерка документальних фільмів . Найбільш відома як партнер футуролога і інженера Жака Фреско з 1975 року в заснованому ними " Проєкті Венера " .

## Біографія та кар'єра
Закінчила Коледж мистецтв Мура, отримала ступінь бакалавра образотворчих мистецтв в Інституті мистецтв штату Меріленд . Довгий час вивчала креслення, архітектуру і моделювання під керівництвом Жака Фреско. Була співзасновником компанії Architectural Arts Inc., яка працювала в тому числі з такими клієнтами, як Disney Development Corp. і Wilbraham and Monson Academy .
Під час роботи над «Проєктом Венера» підготувала багато ілюстрацій, моделей і планів, які були опубліковані в різних виданнях або показані в документальних і художніх фільмах, а також брала участь в проектуванні і будівництві дослідного центру . Після смерті Фреско в 2017 році, продовжує читати лекції, проводити семінари і популяризувати ідеї проєкту .

## Фільмографія
- «Ласкаво просимо у майбутнє», 1998
- «Розмова з соціальним інженером і футуролом Жаком Фреско»
- «Самозведені структури», 2002
- «Морські міста», 2002
- «Проєктування майбутнього», 2006
- «Тур по Проєкту Венера» 2010
- «Рай чи забуття», 2012
- «Вибір за нами», 2015[14]